# Buchnera speciosa
Buchnera speciosa är en snyltrotsväxtart som beskrevs av Sidney Alfred Skan. Buchnera speciosa ingår i släktet Buchnera och familjen snyltrotsväxter. Inga underarter finns listade i Catalogue of Life.